# Ботанический сад Черкасского национального университета
Ботанический сад Черкасского национального университета имени Богдана Хмельницкого (укр. Ботанічний сад Черкаського національного університету ім. Богдана Хмельницького), — ботанический сад в Украине, расположенный в городе Черкассы, между улицами Максима Железняка, Евгения Кухарца и гетмана Сагайдачного. Он является структурным подразделением Черкасского национального университета имени Богдана Хмельницкого.
Ботанический сад является объектом природно-заповедного фонда общегосударственного значения как парк-памятник садово-паркового искусства. Это единственный ботанический сад на территории Черкасской области. Его площадь составляет 4,58 га. Современный статус был предоставлен 21 августа 2003 года.
Миссией ботанического сада служит сохранение, изучение, акклиматизация, размножение редких и типичных видов местной и мировой флоры путём создания, обновления и сохранения ботанических коллекций, ведения научной, учебной и образовательной работы.
В целом коллекция ботанического сада ЧНУ насчитывает более 170 видов и сортов древесных растений, 300 травянистых (в том числе 120 закрытого грунта).

## История
История ботанического сада Черкасского национального университета (на то время — Черкасского педагогического института) берёт своё начало в 1936 году после передачи институту территорий колхоза «Огородник». Сначала на этих землях располагался плодовый сад, а позже там выращивались огородные культуры. С момента создания сад имел статус агробиостанции и имел площадь в 11,6 га. Плодовый сад, заложенный ещё до Второй мировой войны, имел площадью в 3,5 га, где произрастали яблони (55 сортов), груша (30 сортов), абрикос, слива, персик, вишня, виноград, смородина и крыжовник. Тогда же было начато создание и дендрария, который на то время занимал площадь около 2 га и включал более 50 видов декоративных древесных растений и кустарников.
Сотрудники ботанического сада совместно с преподавателями и студентами биологического факультета ЧНУ постоянно заботились о расширении количества видов, в нём представленных. Так, к 1965 году в дендрарии было собрано около 60 видов как аборигенных, так и интродуцированных древесных растений, а в 1976 году их количество составляло уже более 100 таксонов. Коллекция декоративных травянистых растений насчитывала 260 сортов и гибридных форм георгин, 60 сортов и гибридов гладиолусов, большое количество сортов и форм лилий, гвоздик, хризантем. Кроме этого, на участках отдела полевых и овощных культур на площади 4 га выращивались 87 таксонов бобовых и злаковых трав, 38 овощных, 18 технических и других культур.
В ботаническом саду активно велась научная работа. Там проводилась селекция сахарной свеклы, кукурузы, работы по гибридизации примул, георгин. Преподаватели и студенты факультета естествознания проводили работы по интродукции травянистых и разнообразных деревянистых растений, изучали влияние радиоактивного облучения на растения кукурузы и интродуцированные древесные растений. На базе ботанического сада проводились теоретические и практические занятия студентов биологического факультета, велась планомерная просветительская деятельность среди школьников города, проводились исследования, по результатам которых были защищены одна докторская и несколько кандидатских диссертаций.
15 июня 2007 года Черкасский областной совет принял решение «об областной программе реконструкции и развития Ботанического сада Черкасского национального университета им. Б. Хмельницкого». В рамках этой программы предусматривалось заключение соглашения с Центральным ботаническим садом им. Н. Н. Гришко НАН Украины с целью разработки плана организации территории. Предполагалось создание действенного экскурсионного маршрута, который дал бы возможность эффективного проведения учебных экскурсий и занятий для студентов и школьников области.

## Структура
В структуру ботанического сада входят следующие подразделения:
- сектор плодово-ягодных культур;
- дендрарий (включает в себя розарий, коллекцию древесных и кустарниковых пород, научно-исследовательскую участок по интродукции и акклиматизации древесных и кустарниковых пород Дальнего Востока);
- сектор цветочно-декоративных растений открытого грунта (коллекция однолетних, многолетних и двулетних цветочно-декоративных растений);
- сектор цветочно-декоративных растений закрытого грунта (коллекция цветковых, лиственно-декоративных, суккулентных растений) — расположены в трёх оранжереях;
- сектор методики преподавания биологии.

## Галерея

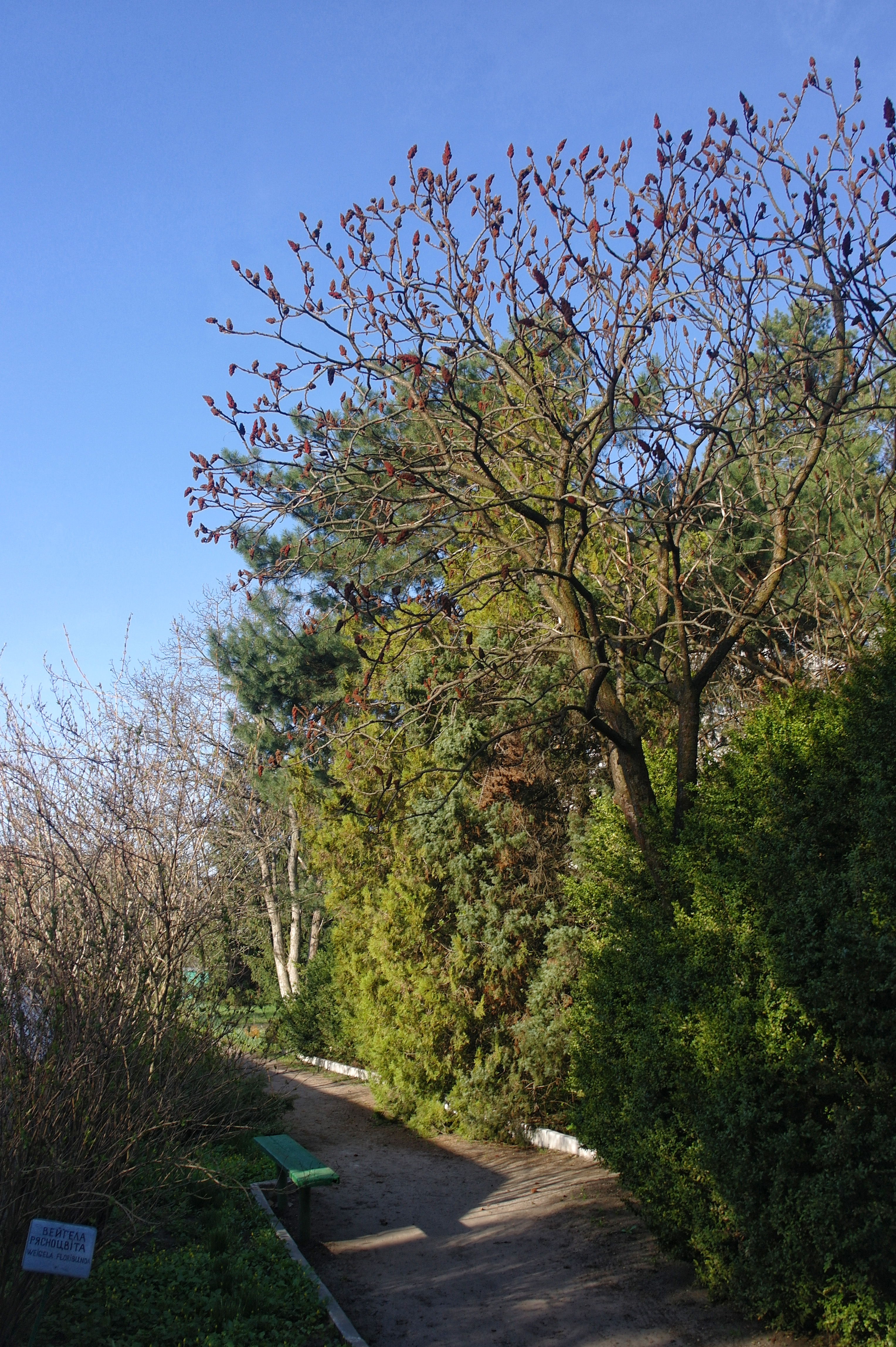
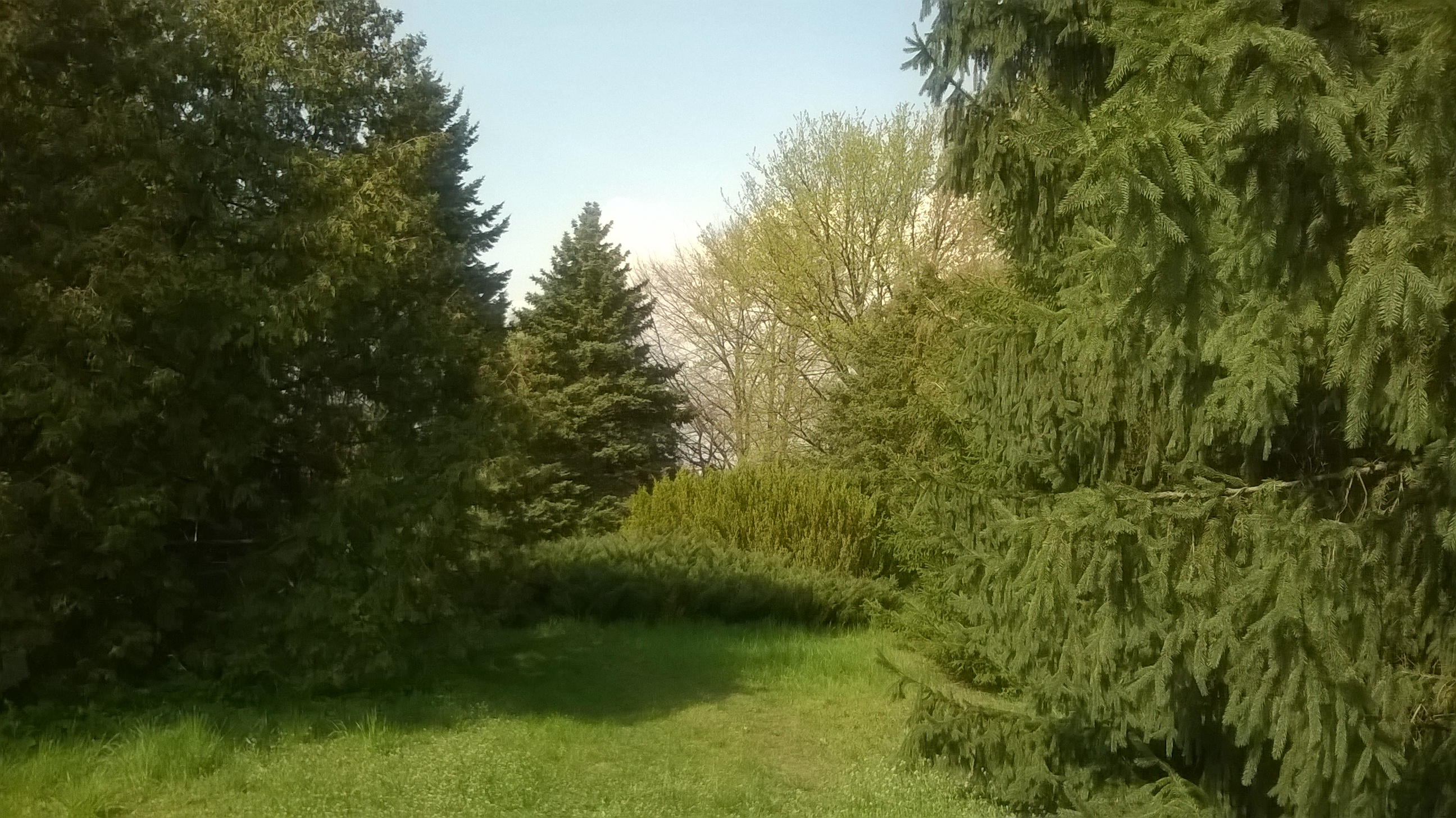
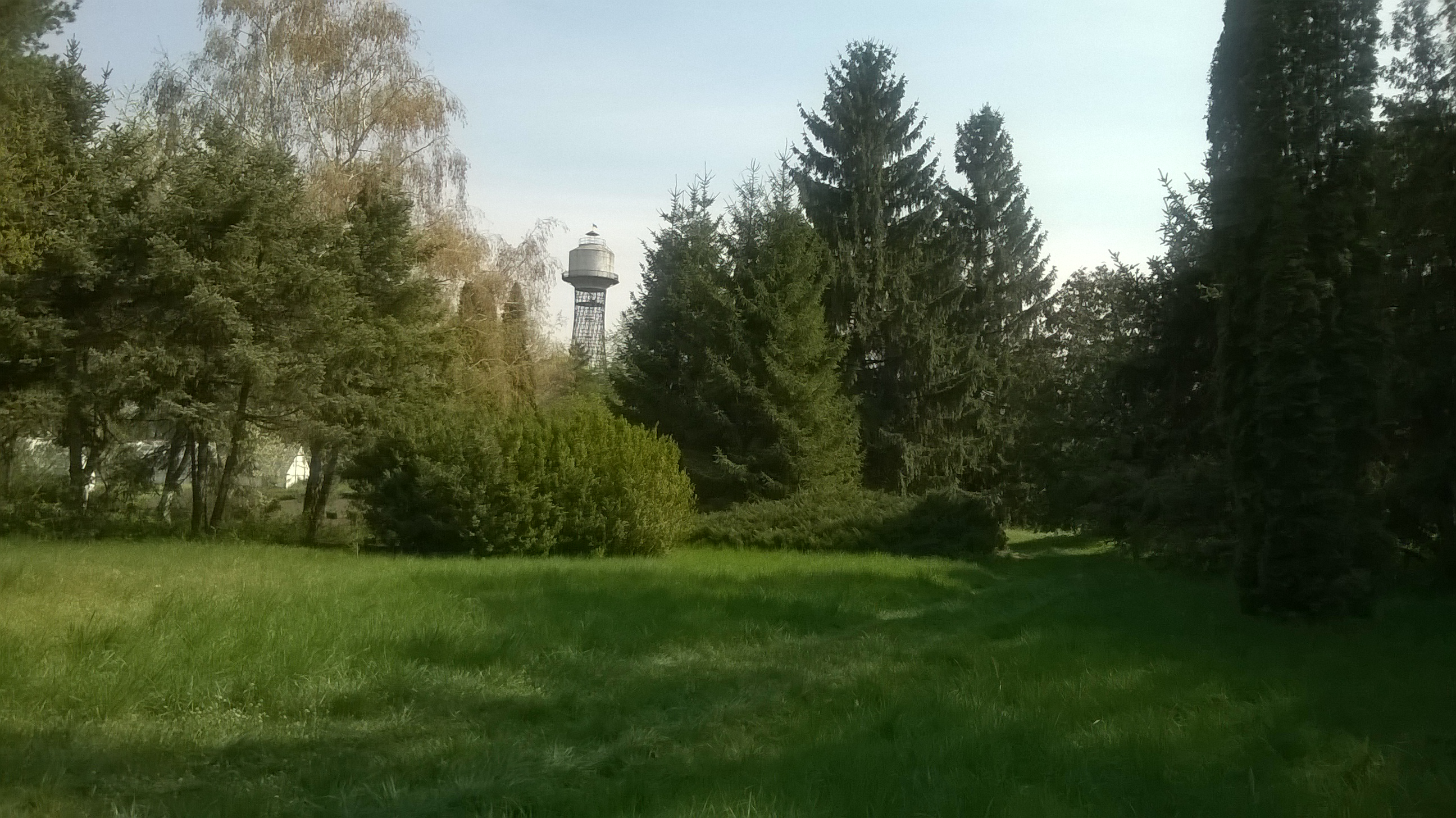